# Mount Lyell Mine
Mount Lyell Mine är en gruva i Australien. Den ligger i kommunen West Coast och delstaten Tasmanien, i den sydöstra delen av landet, omkring 170 kilometer nordväst om delstatshuvudstaden Hobart.
Trakten runt Mount Lyell Mine är nära nog obefolkad, med mindre än två invånare per kvadratkilometer.. Närmaste större samhälle är Queenstown, nära Mount Lyell Mine. 
I omgivningarna runt Mount Lyell Mine växer i huvudsak städsegrön lövskog. Genomsnittlig årsnederbörd är 2 407 millimeter. Den regnigaste månaden är september, med i genomsnitt 283 mm nederbörd, och den torraste är februari, med 92 mm nederbörd.